# No abras nunca esa puerta
No abras nunca esa puerta es una película argentina de suspenso en blanco y negro dirigida por Carlos Hugo Christensen con la participación, entre otros, de los actores Ángel Magaña, Roberto Escalada, Ilde Pirovano, Nicolás Fregues, Arnoldo Chamot, Carlos D'Agostino y Rosa Martín. La película fue estrenada el 23 de mayo de 1952 y el guion pertenece a Alejandro Casona basado en dos cuentos de Cornell Woolrich (William Irish) titulados Somedody on the Phone (Alguien al teléfono) y Humming Bird Comes Home (El pájaro cantor vuelve al hogar).
En una encuesta de las 100 mejores películas del cine argentino llevada a cabo por el Museo del Cine Pablo Ducrós Hicken en el año 2000, la película alcanzó el puesto 41. En una nueva versión de la encuesta organizada en 2022 por las revistas especializadas La vida útil, Taipei y La tierra quema, presentada en el Festival Internacional de Cine de Mar del Plata, la película alcanzó el puesto 45.

## Reparto
Participaron del filme los siguientes intérpretes:
- Ángel Magaña	... Raúl
- Roberto Escalada	... Delincuente
- Ilde Pirovano	... Madre
- Nicolás Fregues ... Prestamista
- Arnoldo Chamot	... 	Camarero
- Carlos D'Agostino	... 	Relator radial
- Renée Dumas		Luísa
- Rosa Martín
- Diana de Córdoba
- Rafael Diserio
- Pedro Fiorito
- Norma Giménez
- Luis Mora
- Percival Murray	 ... Policía
- Luis Otero
- Alberto Quiles
- Orestes Soriani

## Sinopsis
Son dos episodios independientes que tienen en común la puerta que separa el bien del mal. En el primer segmento, Alguien al teléfono, Ángel Magaña intenta vengar la muerte de su hermana, encarnada por Renée Dumas, una muchacha que se suicida por deudas de juego. En el segundo, El pájaro cantor vuelve al hogar, Roberto Escalada personifica un ex presidiario que silba cuando comete crímenes, y que después de años regresa al hogar donde lo espera su madre ciega, personificada por Ilde Pirovano que lo cree regenerado.

## Génesis de la película
Christensen llevó unos relatos de William Irish a los Estudios San Miguel y allí aceptaron filmarlos con la condición de que el propio realizador se ocupara de tramitar los derechos, por lo que voló a Nueva York y los logró por poco dinero. La adaptación se encargó a Alejandro Casona, un dramaturgo español exiliado en Buenos Aires desde el fin de la Guerra Civil, con la intención de filmar un largometraje en tres episodios, pero luego se vio que uno de ellos quedó demasiado largo, por lo cual se hizo una película separada titulada Si muero antes de despertar que se estrenó un poco antes, en tanto los otros dos integrarían No abras nunca esa puerta.

## Críticas
Una de las escenas más logradas por el director es una secuencia que se extiende durante unos cinco minutos, en total silencio y envuelta en las sombras. Una mujer ciega, ya mayor, encarnada por Ilde Pirovano, entra a la habitación y la recorre a tientas, buscando el arma del delincuente dormido. De pronto da la sensación de que está por despertarse, pero no lo hace. La mujer encuentra el arma, la guarda en su delantal y sale cerrando la puerta con llave. De inmediato ingresa al cuarto contiguo donde duerme otro delincuente, su hijo, y repite su accionar, pero justo cuando está por tomar la pistola suena el pitido del tren, helando su sangre y la del espectador.
Sobre esta secuencia se ha expresado:

”Narrada a pura elocuencia visual, demostrando un infrecuente dominio del suspenso y cargándola de un denso clima, brillantemente iluminada por el gran Pablo Tabernero, se trata de una secuencia totalmente insólita en el contexto del cine argentino clásico, siempre infectado de retórica.”

 Horacio Bernades opinó que “raramente el cine argentino fue más puramente cine que en películas como ésta.”
El crítico King escribió en el diario El Mundo respecto de esta película: “No hemos de negarle atracción a ambos relatos. No hemos de concederle tampoco una atracción muy grande. Pero sí es posible señalar en la realización del filme una indiscutible calidad. Al igual que en si muero antes de despertar revela Carlos H. Christensen su madurez de director capaz de poder expresarse en imágenes, de crear un clima y desarrollar en forma impecable un tema para el que contó esta vez con la colaboración del excelente iluminador Pablo Tabernero.”
En su estudio sobre el director, Carlos A. García escribió:

”La puesta en escena manifiesta la influencia de los filmes norteamericanos de la época, y la precisión del ritmo, así como la perfecta introducción de primeros planos muy cerrados recortando el rostro de los personajes, muestran a un director en pleno dominio del arte el segundo del relato desarrolla una narrativa visual inusitada en el cine argentino, pero a mi entender se sostiene en demasía en un mecanismo que lo acerca peligrosamente a una pieza de relojería.”

Por su parte el crítico Roland en el diario Noticias Gráficas refiriéndose al segundo episodio opinó que escenas como las que siguen al ocultamiento del cadáver de uno de los asaltantes o las de la búsqueda en los dormitorios con las que precipitan el trágico desenlace son alardes de oficio al servicio de una inquietud técnica que tampoco excluye una inclinación artística. En cambio no le gustó al crítico Néstor que en relación con la película expresó: “Todas cortadas con la misma tijera de los libros de William Irish. Todas igualmente huecas e inocuas. Pero bien realizadas.” Para Manrupe y Portela es “Uno de los mejores policiales (y para muchos uno de los mejores filmes) del cine argentino, con el director y todos los rubros técnicos en su mejor nivel. El suspenso de William Irish está enriquecido sin los desbordes típicos de Carlos Christensen y las dos historias trasmiten una fría fatalidad. Nunca las sombras estuvieron mejor utilizadas en el cine argentino. Un filme de visión obligatoria.”